# Myrmicaria baumi
Myrmicaria baumi är en myrart som beskrevs av Auguste-Henri Forel 1901. Myrmicaria baumi ingår i släktet Myrmicaria och familjen myror.

## Underarter
Arten delas in i följande underarter:
- M. b. baumi
- M. b. occidentalis